# Sveriges ambassad i Oslo
Sveriges ambassad i Oslo är Sveriges diplomatiska beskickning i Norge som är belägen i landets huvudstad Oslo. Beskickningen består av en ambassad, ett antal svenskar utsända av Utrikesdepartementet (UD) och lokalanställda. Ambassadör sedan 2024 är Mikael Eriksson. Svenska legationen i Norge fick ambassadstatus 1947.

## Fastigheterna
2019 flyttades ambassaden från lokalerna på Nobels gate 16, där den legat sedan 1957, till Inkognitogata 27. Flytten innebar en samlokalisering av ambassadkansli och representationslokal. Fastigheten på Inkognitogata 27 har anor från 1700-talet och är den tredje inköpta statsägda svenska fastigheten för utrikesrepresentation. Den första var i Istanbul 1757 och den andra i Madrid 1904. Fastigheten i Oslo inköptes 1906, året efter unionsupplösningen.
De tidigare ambassadlokalerna på Nobels gate 16 inköptes 1952. Ambassadbyggnaden uppfördes 1957 och har en stomme av betong. Fasaderna är klädda med rött tegel och taket är belagt med norska skifferplattor. På grund av ett ökat behov av mer lokalyta och förändrade verksamhetskrav genomfördes under 1991–1992 en genomgripande ombyggnad av ambassaden.

### Ambassadbyggnaden på Inkognitogata 27
- Byggår: 1872–73, om- och tillbyggnad 1906 och 1945
- Arkitekter: Ove Ekman, om- och tillbyggnad 1906 Fredrik Lilljekvist
- Besöksadress: Inkognitogata 27
- Hyresgäst: Utrikesdepartementet
- Förvaltare: Anders Ingmo, Statens fastighetsverk

### Nobels gate 16 (ambassadbyggnad 1957-2019)
- Byggår: 1957, ombyggnad 1991–1992

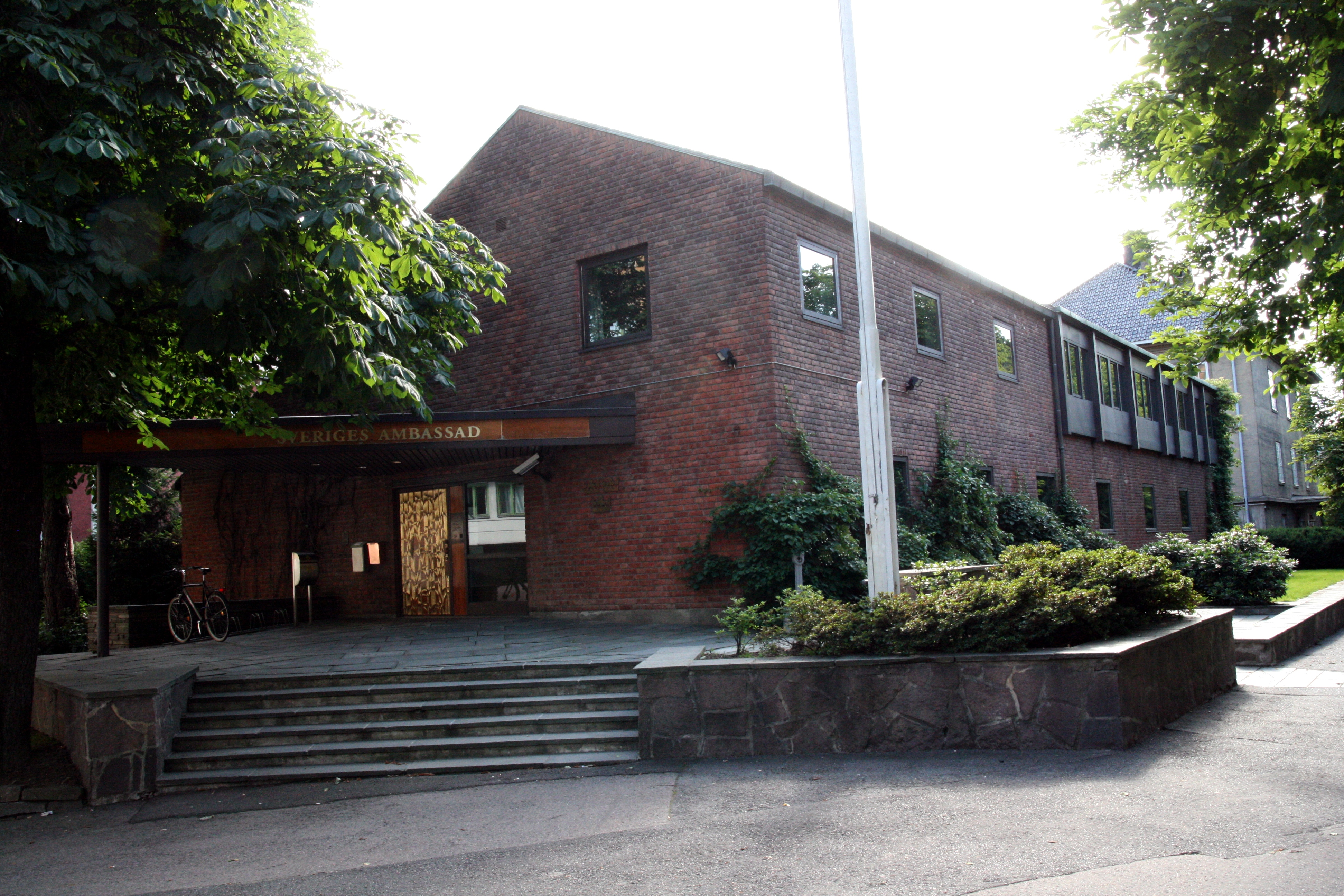
Tidigare ambassadbyggnad (1957-2019).

- Arkitekter: Gösta Wiman, ombyggnad Hans-Kjell Larsen
- Besöksadress: Inkognitogata 27
- Hyresgäst: Utrikesdepartementet
- Förvaltare: Statens fastighetsverk

Från och med den 28 maj 2019 finns ambassaden på adressen Inkognitogata 27.

## Beskickningschefer
| Namn                   | Period    | Funktion    |
| ---------------------- | --------- | ----------- |
| Ernst Axel Günther     | 1905–1906 | Envoyé t.f. |
| Ernst Axel Günther     | 1906–1908 | Envoyé      |
| Gustaf Falkenberg      | 1908–1913 | Envoyé      |
| Fredrik Ramel          | 1913–1923 | Envoyé      |
| Torvald Höjer          | 1923–1937 | Envoyé      |
| Christian Günther      | 1937–1939 | Envoyé      |
| Johan Beck-Friis       | 1940–1947 | Envoyé      |
| Johan Beck-Friis       | 1947–1950 | Ambassadör  |
| Hans W:son Ahlmann     | 1950–1956 | Ambassadör  |
| Rolf Edberg            | 1956–1967 | Ambassadör  |
| Dick Hichens-Bergström | 1968–1973 | Ambassadör  |
| Yngve Möller           | 1973–1978 | Ambassadör  |
| Love Kellberg          | 1978–1987 | Ambassadör  |
| Axel Edelstam          | 1987–1989 | Ambassadör  |
| Lennart Bodström       | 1989–1993 | Ambassadör  |
| Kjell Anneling         | 1993–1997 | Ambassadör  |
| Magnus Vahlquist       | 1997–2001 | Ambassadör  |
| Mats Ringborg          | 2002–2007 | Ambassadör  |
| Michael Sahlin         | 2007–2010 | Ambassadör  |
| Ingrid Hjelt af Trolle | 2010–2014 | Ambassadör  |
| Axel Wernhoff          | 2014–2018 | Ambassadör  |
| Krister Bringéus       | 2018–2020 | Ambassadör  |
| Cecilia Björner        | 2020–2024 | Ambassadör  |
| Mikael Eriksson        | 2024–idag | Ambassadör  |